# Andy Delmore
Andy Delmore (*26. prosince 1976, LaSalle, Ontario, Kanada) je bývalý kanadský hokejista. Nikdy nebyl draftovaný do NHL. Do této ligy se dostal jako volný hráč podpisem smlouvy s Philadelphia Flyers v roce 1997. V NHL hrál do roku 2006, zbytek kariéry strávil v American Hockey League a v několika evropských klubech. Ve své poslední sezóně 2012/13 nastupoval za Ritten a HC Bolzano v Serii A.

## Hráčská kariéra v NHL
- Philadelphia Flyers (1998–2001)
- Nashville Predators (2001–2003)
- Buffalo Sabres (2003–2004)
- Columbus Blue Jackets (2005–2006)